# StadtNet
StadtNet war Anfang der 1990er Jahre die größte Chat-Mailbox in Deutschland und später ein Netzwerk von öffentlichen Internetterminals, vornehmlich in Cafés.

## StadtNet Chat-Mailbox (1993–1998)
StadtNet wurde 1993 aus der CEUS Shareware Mailbox München als eigenständige Chat-Mailbox abgespalten. Die Nutzer (User) konnten sich über PC und Modem in das StadtNet einwählen und sich in einem gemeinsamen Chat mit allen anderen gleichzeitig anwesenden Usern durch Tippen unterhalten. Dazu gab es einige Diskussionsforen, Informationsseiten, die erste Online-Version von „jetzt“ und textbasierte Online-Spiele.
Die damalige Tarifstruktur der Telekom führte dazu, dass nahezu alle User aus dem Ortsgebiet von München kamen. Dies resultierte in zahlreichen Usertreffen „in real life“ mit oft über 100 Usern und den ersten Formen von Flashmobs. StadtNet gilt als Vorläufer der heutigen sozialen Netzwerke im Internet.
Technisch beruhte StadtNet auf der amerikanischen Mailbox-Software Major BBS. Die Darstellung geschah in ANSI-Grafik.
Nach einer Titelgeschichte in „jetzt“ – dem Jugendmagazin der Süddeutschen Zeitung – 1994 und dem darauf folgenden Medienecho gewann StadtNet rasch an öffentlicher Sichtbarkeit und Nutzern.
1995 wurden, von der Zigarettenmarke Marlboro finanziert, kostenlose Chat-Terminals in bekannten Cafés und Clubs in München und in Berlin (z. B. im Tresor Club) installiert. 1996 wurde das Netz aus lokalen StadtNet-Mailboxen und Club-Terminals auf Köln und Hamburg erweitert. Ein Jahr später wurden alle Terminals mit Webcams ausgestattet, so dass die User ein Livebild aus allen angeschlossenen Clubs sehen konnten.
1998 wurde mit dem Aufkommen des Internets das System von der Mailbox-Software auf eine Internetplattform umgestellt. Zu diesem Zeitpunkt hatte StadtNet bundesweit 184 Modemzugänge und über 10.000 Nutzer.

## StadtNet Internet-Terminals (1999 – 2007)
Wegen der Konkurrenz neuer, großer Chat-Plattformen (z. B. Windows Live Messenger) wurde 1999 beschlossen, StadtNet als kostenloses Terminalnetzwerk in Cafés weiterzuführen und den neu aufkommenden Internetunternehmen die Möglichkeit zu bieten, ihre Produkte in öffentlichen Räumen zu bewerben.
Dazu wurde eine Venture-Capital-Finanzierung durchgeführt und ein Netz von etwa 150 Terminals in Deutschland und Testinstallationen in Barcelona und London aufgebaut. Die Software für die Terminals wurde auf Basis von Windows selbst entwickelt.
2001 wurde die eigene Vermarktung der Werbeflächen eingestellt und das gesamte Terminal-Netz für AOL betrieben. Mit dem Verkauf des Zugangsgeschäftes von AOL Deutschland an Hansenet in 2007 wurde auch das Terminalnetzwerk eingestellt. 2008 wurde die StadtNet GmbH als Betreiber liquidiert.